# USS Norfolk (DL-1)
USS Norfolk (DL-1) byla vůdčí loď torpédoborců námořnictva Spojených států amerických. Primárním úkolem lodi bylo vedení eskader torpédoborců a protiponorkový boj. Postaven byl v letech 1949–1953 loděnicí New York Shipbuilding Corporation v Camdenu ve státě New Jersey, přičemž druhá plánovaná jednotka nakonec nebyla postavena. Norfolk první novou americkou válečnou lodí hlavní kategorie, postavenou od konce druhé světové války. Americkým námořnictvem byl používán v letech 1953–1970.

## Konstrukce

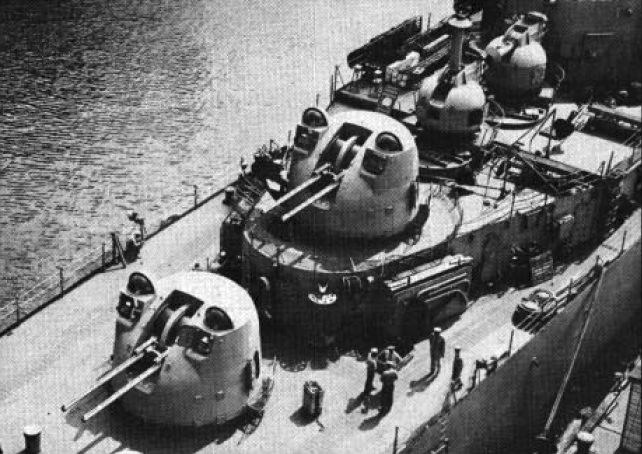
76mm kanóny torpédoborce USS Norfolk

Konstrukce trupu lodi vycházela z druhoválečných protiletadlových křižníků třídy Atlanta, kterým loď svou velikostí odpovídala. Po dokončení nesl osm 76mm kanónů v dvoudělových věžích, osm 20mm kanónů, čtyři protiporkové systémy RUR-4 Weapon Alpha a osm 533mm torpédometů. Pohonný systém tvořily dvě turbíny a čtyři kotle. Nejvyšší rychlost dosahovala 33 uzlů.

### Modernizace

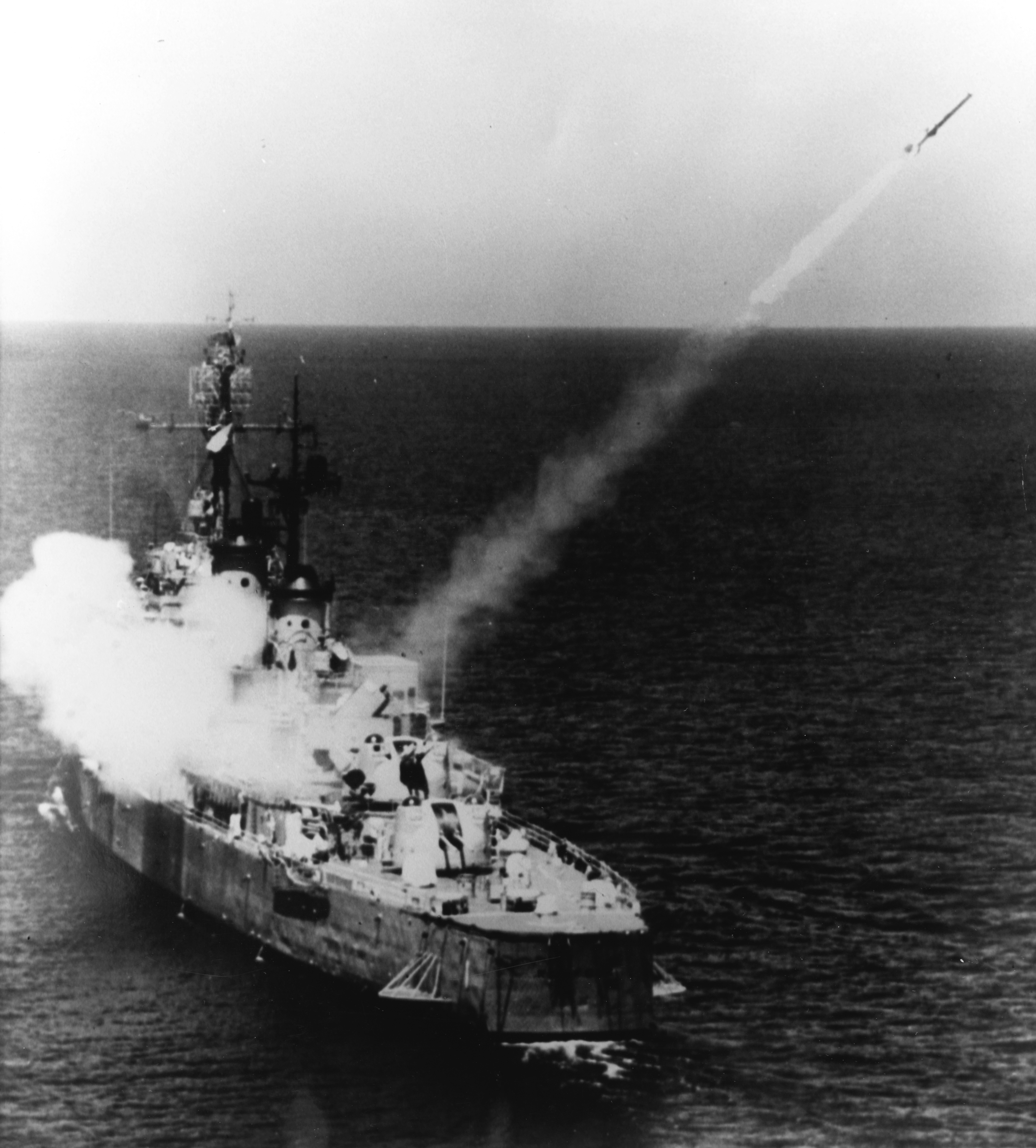
USS Norfolk vypouští střelu ASROC

V roce 1959 byly 76mm kanóny, o délce hlavně 50 ráží, nahrazeny novými, s délkou hlavně 70 ráží. Dále byly odstraněny všechny 20mm kanóny. V roce 1960 dostal Norfolk odpalovací zařízení raketových torpéd ASROC, které výrazně zvýšilo jeho protiponorkové možnosti. Naopak vrhače Weapon Alpha a torpédomety byly odstraněny.

## Služba
V roce 1970 byl Norfolk vyřazen ze služby a později sešrotován.